# Уоллес, Лью
Льюис «Лью» Уоллес (англ. Lewis «Lew» Wallace; 10 апреля 1827 — 15 февраля 1905) — американский государственный и военный деятель, юрист, дипломат и писатель, генерал армии северян во время Гражданской войны в США (1861—1865), 11-й губернатор территории Нью-Мексико.

## Биография

### Детство и юность
Родился 10 апреля 1827 года в Бруквилле, штат Индиана. Был вторым из четырёх сыновей юриста и политика, отставного офицера Дэвида Уоллеса, и Эстер Френч Уоллес, урождённой Тест. Отец, выпускник Вест-Пойнта, в юности сражался с индейцами и дослужился до поста вице-губернатора штата и члена Конгресса. Дед по матери Джон Тест был судьей окружного суда и конгрессменом.
В 1832 году семья переехала в Ковингтон, где 14 июля 1834 года мать Лью умерла от туберкулёза. В 1837 году, после избрания отца губернатором штата Индиана, семья переехала в Индианаполис. В возрасте шести лет Льюис поступил в начальную государственную школу в Ковингтоне, где проявил интерес к природе, чтению и рисованию, не отличаясь дисциплинированностью. По его собственным воспоминаниям, в детстве он предпочитал проводить своё время в деревне, подобно Тому Сойеру сколотив банду сорванцов, фехтовавших сделанными из досок игрушечными мечами.
В 1836 году он поступил вместе со старшим братом на подготовительное школьное отделение колледжа Вабаш в Крофордсвилле, но вскоре перешёл в другую школу, более подходящую для его возраста. В 1840 году, в возрасте тринадцати лет, отправлен был отцом в частную академию в Сентервилле, где проявил склонность к литературным занятиям, но в следующем году вернулся в Индианаполис. В 1842 году, в возрасте 15 лет, лишился финансовой поддержки отца, начав зарабатывать на жизнь самостоятельно. Первоначально нашёл себе работу копииста в конторе клерка округа Мэрион, проживая в частном пансионе.

### Юридическая практика
К 1846 году, началу американо-мексиканской войны, являлся служащим адвокатской конторы своего отца, но оставил эту должность, основав в Индианополисе бюро по вербовке отряда добровольцев «Марион», в который 19 июня того же года вступил сам в должности младшего лейтенанта. Не участвуя лично в боевых действиях, дослужился в армии генерала Закари Тейлора до полкового адъютанта. Выйдя в отставку 15 июня 1847 года, вернулся в Индиану, намереваясь заняться частой юридической практикой, однако вместо этого занялся вместе со своим другом Уильямом Б. Гриром в Индианаполисе выпуском газеты «Free Soil».
6 мая 1852 года вступил в Крофордсвилле в брак со Сьюзан Арнольд Элстон, дочерью майора Исаака Комптона Элстона, местного богатого торговца и квакера. 17 февраля 1853 года у четы родился единственный сын Генри Лейн Уоллес.
В феврале 1849 года, вступив в коллегию адвокатов, переехал из Индианаполиса в Ковингтон, где открыл юридическую практику. В 1851 году Уоллес избран был прокурором 1-го избирательного округа Индианы, но в 1853 году оставил должность и переехал с семьёй в Кроуфордсвилл, в графстве Монтгомери. Продолжая заниматься юридической практикой, в 1856 году избран был от партии демократов на двухлетний срок в сенат Индианы.
Проживая в Крофордсвилле, организовал местное Независимое ополчение гвардейцев, получившее позже название «гвардии Монтгомери». В начале 1860 года, прочитав о Французском иностранном легионе в Алжире, заимствовал у зуавов форму и систему обучения. После начала вскоре Гражданской войны, его гвардейцы стали ядром 11-го добровольческого пехотного полка Индианы.

### Гражданская война
Вступил в армию северян вскоре после нападения 12 апреля 1861 года конфедератов на форт Самтер в Южой Каролине. По просьбе военного губернатора Индианы Оливера Перри Мортона занялся набором добровольцев, согласившись занять должность генерал-адъютанта штата при условии, что ему будет передано командование полком по его выбору. Принял командование 11-м добровольческим пехотным полком, собранным для армии Союза 25 апреля 1861 года. На следующий день получил официальное звание полковника федеральной армии.
5 июня 1861 года отправился со своим полком в Камберленд (штат Мэриленд), и уже 12 июня его полк выиграл незначительное сражение у Ромни (Западная Виргиния). 3 сентября 1861 года был произведён в бригадные генералы добровольцев армии США, получив под командование бригаду. 6 февраля 1862 года отличился в сражении за форт Генри на реке Теннесси, а с 11 по 16 февраля участвовал в операции по захвату форта Донелсон, в которой командовал только что сформированной 3-й дивизией, успешно отразив мощную контратаку конфедератов.
В сражении при Шайло на юго-западе Теннесси 6-7 апреля 1862 года, командуя той же дивизией, пришёл на помощь федеральным силам под командованием генерала Улисса Гранта с большим опозданием, позже сославшись на противоречивость поступивших ему приказов и раскисшие дороги. Военный историк Тимоти Б. Смит справедливо отмечает, что на второй день битвы его дивизия понесла намного меньшие потери, чем остальные формирования северян. Но очевидцы свидетельствуют, что причиной этому стала лучшая военная подготовка его частей, солдаты которых вовремя ложились на землю под артиллерийским огнём южан и быстрее осуществляли манёвры, что помогло им не только отразить наступление противника на левом фланге, но и частично окружить его слева и сзади, немного не дойдя до реки Совиный ручей.
Поначалу битва при Шайло рассматривалась федеральным правительством как победа, однако 23 апреля, после того как поступили сведения о больших потерях, президентская администрация обратилась к армии за разъяснениями. Генерал Улисс Грант, которого обвинили в нерешительности и некомпетентности, вместе с генерал-аншефом федеральных войск Генри Халлеком, пытались возложить вину на излишне осторожного, по их мнению, Уоллеса, утверждая, что его несвоевременное выполнение им приказов и задержка с продвижением своей дивизии 6 апреля едва не привела к поражению Союзной армии.
30 апреля 1862 года Халлек реорганизовал с линии фронта Уоллеса и Джона Макклернанда, поместив формирования обоих в резерв. Репутация и карьера Уоллеса как военачальника серьёзно пострадали, и значительную часть своей дальнейшей жизни он провёл в попытках снять с себя все обвинения и изменить мнение о своей роли в деле при Шайло. 14 марта 1863 года он направил с этой целью официальное разъяснение Халлеку, написав также несколько оправдательных писем Гранту. 16 августа 1863 года он обратился за советом к генералу Шерману, но тот призвал его проявить терпение и не запрашивать официального расследования. В результате вплоть до марта 1864 года не получил под своё командование ни одно действующее соединение.
После отстранения от полевого командования вернулся в Индиану, получив вскоре телеграмму от губернатора Мортона с просьбой принять командование полком Индианы в департаменте Огайо. Невзирая на разногласия с генералом Уильямом Буллом Нельсоном, в сентябре 1862 года успешно участвовал в Кентуккийской компании, отличившись при обороне Цинциннати, получив от местных газетчиков почётное прозвище «Спасителя Цинциннати».
В октябре 1862 года принял командование над лагерем Кэмп-Чейз в Колумбусе, штат Огайо, где занимался набором и обучением военнопленных Конфедерации для службы в частях федеральной армии армии, воевавших с восставшими сиу. После победы над индейцами 23 сентября при Вуд-Лейк, снова остался без командования.
В следующем месяце возглавил комиссию по расследованию действий генерал-майора Карлоса Бьюэлла в ответ на вторжение Конфедерации в Кентукки. Комиссия раскритиковала Бьюэлла за отступление, не сочтя его действия изменой. Когда 6 мая 1863 года работа комиссии завершилась, вернулся в Индиану, чтобы дождаться нового командования. В середине июля 1863 года принял участие в отражении рейда генерала Конфедерации Джона Ханта Моргана на железнодорожный узел в Норт-Верноне на юге Индианы.
9 июля 1864 года участвовал в битве при Монокаси, понеся серьёзные потери и так и не сумев сдержать натиск армии конфедератов под командованием Джубала Андерсона Эрли, но серьёзно задержав их наступление и дав федеральным частям перегруппироваться в Балтиморе, а затем укрепиться в форте Стивенс, что не позволило измотанным южанам выйти к столице Вашингтону.

### Послевоенная карьера
22 января 1865 года по приказу генерала Гранта отправился на юг Техаса к реке Рио-Гранде для расследования там деятельности правительства Конфедерации. Не имея официальных полномочий, обсуждал предложения о капитуляции войск южан в департаменте Транс-Миссисипи, но так и не сумел заключить соглашение. Перед возвращением в Балтимор встречался с мексиканскими военачальниками, чтобы обсудить предложения американского правительства по оказанию военной помощи против французских оккупационных сил императора Максимилиана.
После убийства 15 апреля 1865 года президента Линкольна, назначен был в военную комиссию, расследовавшую деятельность заговорщиков. В середине августа того же года возглавил военную комиссию, расследовавшую преступления коменданта лагеря для военнопленных Андерсонвилль капитана армии южан Генри Вирца, в итоге приговорённого к смертной казни за преступления против человечности.
30 апреля 1865 года принял предложение стать генерал-майором мексиканской армии, и 4 ноября 1865 года подал в отставку из армии США. Несмотря на то, что правительство Бенито Хуареса пообещало ему награду в 100 000 долларов за его услуги, в Соединённые Штаты в конце 1867 года он вернулся с большими долгами.
Снова осев в Индиане, чтобы дальше заниматься там юридической практикой, проявил интерес к политике, сделав в 1868 и 1870 годах две неудачные заявки на место в Конгрессе, на выборах 1876 года поддержав кандидата в президенты от республиканцев Ратерфорда Б. Хейса. В награду за это последний назначил Уоллеса губернатором территории Нью-Мексико, где он служил с августа 1878 года по март 1881 года.
Во время разразившейся там вскоре войны в округе Линкольн предпринимал значительные усилия, чтобы положить конец вспышкам насилия. Приобрёл известность тем, что за два дня до Рождества 1880 года встречался с арестованным незадолго до того знаменитым грабителем Билли Кидом, предложив бандиту помилование в обмен на признание в убийстве местного адвоката. Сделка со следствием состоялась, но Уоллес свою часть договора не выполнил, а суд признал Билли Кида виновным. Спустя несколько месяцев Билли Кид сбежал из тюрьмы, однако летом того же года был застрелен шерифом Пэтом Гарреттом, которому Лью Уоллес пообещал за это вознаграждение в пятьсот долларов, но и здесь не сдержал своего слова. Спустя несколько лет Гарретт прославил свою жертву на всю Америку, написав книгу «Правдивая история Билли Кида», в которой заодно «прошёлся» по «кинувшему» его губернатору Уоллесу.
В марте 1881 года новый президент-республиканец Джеймс А. Гарфилд, преподававший в молодости литературу в школе, находясь под впечатлением от исторического романа Уоллеса «Бен-Гур: история Христа» (1880), назначил его на пост посла США в Османской империи, после чего тот отбыл в Константинополь. Находясь на дипломатической службе, Уоллес проявил немалый интерес к турецкой культуре, истории и археологии, собирая материал для своего следующего романа.
С избранием на президентский пост кандидата в президенты от Демократической партии Гровера Кливленда, ушёл с государственной и дипломатической службы, подав в отставку 4 марта 1885 года. Турецкий султан Абдул-Хамид пожелал, чтобы он остался в Османской империи и представлял её интересы в Англии или Франции, но Уоллес отказался и вернулся домой в Америку в Крофордсвилл.
Умер 15 февраля 1905 года в своём доме в Крофордсвилле от атрофического гастрита. Похоронен на местном кладбище Оук Хилл.

## Литературная деятельность
По его собственным словам, занялся литературой из-за усталости и скуки, вызванных адвокатской практикой. Ещё в 1843 году приступил к написанию своего первого романа «Милосердный господь: Повесть о завоевании Мексики» (англ. The Fair God: A Tale of the Conquest of Mexico), опубликованного лишь в 1873 году и не получившего широкой известности. В 1876 году написал в Крофордсвилле историческую пьесу «Коммод» (англ. Commodus), поставленную там несколькими годами позже.
Является автором ещё нескольких романов и биографий, из числа которых наиболее известен вышеназванный «Бен-Гур» (1880), ставший бестселлером с момента опубликования и названный «наиболее влиятельной христианской книгой XIX века», а в XX столетии четырежды экранизированный.
В 1893 году издал другой двухтомный исторический роман «Падение Царьграда» (англ. The Prince of India; or, Why Constantinople Fell), который сам считал лучшим своим произведением.
Описал историю своей жизни в двухтомной автобиографии, изданной его супругой после его кончины в 1906 году.
Историк и государственный деятель, сенатор от штата Индиана Альберт Беверидж (ум. 1927) назвал его «необычным и роковым смешением мечтателя и воителя, законодателя и писателя, идеалиста и реалиста, пророка и артиста».

## В кино
- В вестерне Сэма Пекинпы «Пэт Гэрретт и Билли Кид» (1973) роль губернатора Нью-Мексико Лью Уоллеса исполнил Джейсон Робардс.
- В вестерне Джефа Мёрфи «Молодые стрелки 2» (1990) роль генерала Лью Уоллеса исполнил Скотт Уилсон.